# WR 142
WR 142 è una stella di Wolf-Rayet appartenente alla costellazione del Cigno. È stata assegnata alla rara classe spettrale WO.

## Caratteristiche
WR 142 è uno dei membri dell'ammasso aperto Berkeley 87, la cui distanza dal Sole è stimata essere 1,23 kiloparsec (circa 4000 al). La radiazione emessa dalle stelle di questo ammasso, WR 142 compresa, è fortemente estinta e resa più rossa dalla presenza di polvere interstellare.
Questa stella appartiene alla classe spettrale WO2. Le stelle di Wolf-Rayet di tipo WO sono estremamente rare. Il VII catalogo delle Wolf-Rayet appartenenti alla nostra galassia, risalente al 2001, annovera solo tre stelle di questo tipo. WR 142 è la stella della sua classe più vicina alla Terra. Le stelle WO sono le più calde fra le Wolf-Rayet e le più calde stelle non degeneri in assoluto. La temperatura superficiale di WR 142 si aggira intorno a 200000 K. La stella emette un intenso e velocissimo vento stellare, che produce ingenti perdite di massa: la velocità del vento è stata stimata intorno a 5500 km/s e la perdita di massa intorno a 1,7×10−5 M⊙ ogni anno.
I telescopi spaziali XMM-Newton e Chandra hanno rilevato una emissione di raggi X duri dalla stella. La fonte di tali raggi X non è ben nota e sono state avanzate diverse ipotesi per spiegarne l'origine. Potrebbero essere prodotti dalla conversione dell'energia cinetica del potente vento stellare della stella o dalla collisione di tale vento con quello di una compagna massiccia non ancora risolta oppure ancora per effetto Compton inverso, cioè dagli elettroni presenti nel vento che vengono accelerati dai campi magnetici prodotti dai fotoni dei raggi ultravioletti emessi dalla stella.

### Stato evolutivo
L'età dell'ammasso Berkeley 87 è stata stimata in 3-5 milioni di anni. È quindi probabile che anche WR 142 abbia tale età. È nata come una stella molto massiccia di alcune decine di masse solari ma durante la sua rapida evoluzione ha perso una frazione consistente della sua massa iniziale a causa del suo intenso vento stellare. La sua massa attuale è stimata in 8 M⊙. Sebbene l'esatta interpretazione delle stelle WO sia ancora oggetto di dibattito fra gli studiosi, c'è tuttavia un accordo unanime che sia uno stadio molto avanzato dell'evoluzione delle Wolf-Rayet. La stella potrebbe essere nelle ultime fasi della fusione dell'elio o addirittura avere già avviato la fusione del carbonio. Il suo destino finale è quello di esplodere in una supernova o collassare in un buco nero emettendo un lampo gamma in tempi astronomicamente molto brevi.